# Gandhigram
Gandhigram là một thị trấn thống kê (census town) của quận West Tripura thuộc bang Tripura, Ấn Độ.

## Nhân khẩu
Theo điều tra dân số năm 2001 của Ấn Độ, Gandhigram có dân số 10.666 người. Phái nam chiếm 53% tổng số dân và phái nữ chiếm 47%. Gandhigram có tỷ lệ 74% biết đọc biết viết, cao hơn tỷ lệ trung bình toàn quốc là 59,5%: tỷ lệ cho phái nam là 79%, và tỷ lệ cho phái nữ là 69%. Tại Gandhigram, 11% dân số nhỏ hơn 6 tuổi.